# Muraltia tenuifolia
Muraltia tenuifolia är en jungfrulinsväxtart som först beskrevs av Jean Louis Marie Poiret, och fick sitt nu gällande namn av Dc.. Muraltia tenuifolia ingår i släktet Muraltia och familjen jungfrulinsväxter. Inga underarter finns listade i Catalogue of Life.